# Struktura organizacyjna 1 Warszawskiej Brygady Kawalerii
Struktura organizacyjna 1 Warszawskiej Brygady Kawalerii – struktura organizacyjna 1 Warszawskiej Samodzielnej Brygady Kawalerii, sformowanej według radzieckich etatów Nr 06/450-06/460.

## Struktura organizacyjna
- Dowództwo 1 Warszawskiej Samodzielnej Brygady Kawalerii według etatu Nr 06/450
- 10 szwadron łączności według etatu Nt 06/451
- 12 szwadron saperów według etatu Nr 06/452
- 2 pułk kawalerii według etatu Nr 06/453
- 3 pułk kawalerii według etatu Nr 06/453
- 4 dywizjon artylerii konnej według etatu Nr 06/454
- 8 bateria artylerii przeciwlotniczej według etatu Nr 06/455
- 4 park artyleryjski według etatu Nr 04/456
- 7 Kolumna Taborowa według etatu Nr 04/457
- 6 szwadron sanitarny według etatu Nr 04/458
- 9 szwadron techniczny według etatu Nr 04/459
- 5 ambulans weterynaryjny według etatu Nr 04/460

## Dowództwo brygady
Dowódca brygady
- Sztab brygady
  - pluton dowodzenia
- Wydział polityczno-wychowawczy
  - klub
- Oddział kadrowy
- dowódca artylerii
- szef służby saperskiej
- szef służby samochodowej
- Oddział finansowy

## Pułk kawalerii
- dowództwo pułku kawalerii
- trzy szwadrony kawalerii
- bateria dział 76 mm
- bateria moździerzy 82 mm
- pluton łączności
- pluton rozpoznawczy
- pluton saperów
- pluton chemiczny
- pluton trębaczy
- pluton gospodarczy
- warsztat
- drużyna służby ordynansowej
- szpital weterynaryjny
- punkt medyczny

## 4 dywizjon artylerii konnej
- trzy baterie 76 mm ZiS-3
- pluton dowodzenia
- pluton zaopatrzenia
- pluton gospodarczy
- warsztat
- punkt medyczny
- szpital weterynaryjny

## 10 szwadron łączności
- pluton techniczny
- pluton sztabowy
- pluton radiowy
- drużyna gospodarcza

## 12 szwadron saperów
- dwa plutony saperów konnych
- pluton zapasowy
- drużyna gospodarcza

## 8 bateria artylerii przeciwlotniczej
- trzy plutony ogniowe
- pluton dowodzenia
- drużyna amunicyjna
- drużyna gospodarcza